# 野々山啓
野々山 啓（ののやま さとる）は、日本の政治家。東郷町名誉町民。愛知県議会議員、愛知県議会議長などを歴任した。
| スタブアイコン | サブスタブ | この項目は、まだ閲覧者の調べものの参照としては役立たない、人物に関連した書きかけの項目です。この項目を加筆・訂正などしてくださる協力者を求めています（P:人物伝/PJ:人物伝）。 |